# Stazione di Siena Zona Industriale
Stazione di Siena Zona Industriale vasútállomás Olaszországban, Siena településen.

## Vasútvonalak
Az állomást az alábbi vasútvonalak érintik:
- Siena-Grosseto-vasútvonal

## Kapcsolódó állomások
A vasútállomáshoz az alábbi állomások vannak a legközelebb:
- Stazione di Siena
- Isola d'Arbia railway halt